# Gustaaf Schlegel
Gustav Schlegel (30 septembre 1840-15 octobre 1903) est un sinologue et naturaliste néerlandais.

## Biographie
Gustaaf Schlegel est né le 30 septembre 1840 à Oegstgeest. Fils d'Hermann Schlegel — originaire de Saxe qui s'est installé aux Pays-Bas en 1827 pour travailler au musée d'histoire naturelle de Leyde et en devient le deuxième directeur — Gustaaf commence à étudier le chinois à l'âge de 9 ans avec le japonologue de Leiden Johann Joseph Hoffmann dans un premier temps, semble-t-il, à l'insu de ses parents. Gustaaf fait son premier voyage en Chine en 1857 afin de collecter des spécimens d'oiseaux, mais sa notoriété de naturaliste est éclipsée par celle de Robert Swinhoe qui effectue de nombreux travaux de terrain en Chine avant Schlegel.
En 1861, après avoir appris le dialecte de Fuzhou, il s'installe à Canton pour étudier le cantonais. En 1862, Schlegel accepte un poste d'interprète pour la Cour suprême du gouvernement colonial de Batavia. Tout en y travaillant, il publie en 1866 une monographie sur la Tiandihui (Société du Ciel et de la Terre) – la première sur le sujet en néerlandais – et une autre sur la prostitution à Canton. En 1869, il obtient un doctorat de l'Université d'Iéna ; sa thèse portant sur les coutumes et les passe-temps des Chinois mais cet écrit était apparemment une formalité car sa réputation avait été établie par ses publications antérieures.
Schlegel tombe gravement malade en 1872 et obtient un congé de maladie de deux ans en Hollande. À son retour, Hoffmannn le rencontre et demande à Schlegel de prendre sa place dans la formation des traducteurs néerlandais-chinois. Schlegel accepte et, en 1873, il poursuit son action en écrivant une lettre au ministre des Colonies, demandant au gouvernement de créer un poste universitaire. Il réussit et, en 1875, est nommé « professeur extraordinaire » de chinois à l'Université de Leyde au premier poste du genre, et devient professeur titulaire en 1877. En 1873, il devient correspondant de l'Académie royale néerlandaise des arts et des sciences, dont il démissionne quatre ans plus tard, en 1877. En 1888, il redevient membre de l'académie.
En 1878, il épouse Catharina Elisabeth Gezina Buddingh. Ils n'ont pas d'enfants et divorcent en 1890. Les dernières années de sa vie sont considérablement affectées par le diabète, à la suite de quoi il perd la vue des deux yeux. Il est élu membre international de la Société américaine de philosophie en 1899. Il prend sa retraite en 1902 et meurt l'année suivante. Sa chaire à Leyde reste vacante jusqu'en 1904, date à laquelle Jan Jakob Maria de Groot accepte le poste.

## Œuvres et héritage
La monographie de Schlegel de 1866 sur la Société Ciel et Terre est considérée comme une avancée majeure dans son étude, même dans le domaine de l'érudition du XXIe siècle. Schlegel a eu la chance d'avoir accès à des écrits secrets saisis par la police. Son impact s'est étendu au-delà des colonies néerlandaises et il est également fréquemment cité dans les écrits des officiers coloniaux en Malaisie britannique.
Le Chef-d'œuvre de Schlegel est son dictionnaire néerlandais-chinois, publié en 4 volumes entre 1882 et 1891. Il obtient une renommée internationale, notamment le Prix Stanislas-Julien (1887). Même si la presse allemande a classé cette œuvre dans la même catégorie de réalisations que le pont du Forth et la Tour Eiffel, elle a peu d'impact en dehors de la sinologie néerlandaise. L'éditeur Brill avait apparemment imprimé plus d'exemplaires qu'il n'en avait jamais commandé, et ceux-ci ne sont pilonnés qu'en 1975. Malgré les arguments de Schlegel, le néerlandais n'est pas devenu une langue d'échange scientifique international dans son domaine. (CFM de Grijs, un collègue contemporain de Schlegel est aujourd'hui presque totalement oublié car il n'a publié qu'en néerlandais).
La contribution la plus durable de Schlegel est peut-être la fondation en 1890, avec Henri Cordier, de la revue T'oung Pao, offrant un lieu de publication commun aux principaux centres sinologiques d'Europe de l'époque. Cette revue reste l'une des principales revues de sinologie jusqu'à nos jours.
Il est également reconnu pour avoir été le premier Européen à documenter amplement les origines chinoises de la poudre à canon.
Schlegel a également beaucoup écrit sur les récits géographiques trouvés dans des textes historiques chinois comme le Livre des Liang. Ses articles sur ce thème sont publiés dans T'oung Pao, d'abord en français dans une série intitulée Problèmes Géographiques : Les Peuples Étrangers Chez Les Historiens Chinois, puis continués en anglais sous le titre Geographical Notes. Le premier article de cette série porte sur Fusang. Ses articles sur la géographie chinoise ancienne sont ensuite rassemblés et republiés sous forme de livres autonomes.